# Phoenicoprocta eximia
Phoenicoprocta eximia là một loài bướm đêm thuộc phân họ Arctiinae, họ Erebidae.